# Snillfjord
Snillfjord – norweskie miasto i gmina leżąca w okręgu Trøndelag.
Snillfjord jest 206. norweską gminą pod względem powierzchni.

## Demografia
Według danych z roku 2005 gminę zamieszkuje 1026 osób. Gęstość zaludnienia wynosi 2,02 os./km². Pod względem zaludnienia Snillfjord zajmuje 406. miejsce wśród norweskich gmin.
| ludność stan na 1 stycznia 2005 |         |           |       |
|                                 | kobiety | mężczyźni | razem |
| osób                            | 548     | 478       | 1026  |
| %                               | 53,41%  | 46,59%    | 100%  |

| wykształcenie stan na 1 października 2004 |        |         |        |        |
|                                           | podst. | średnie | wyższe | niezn. |
| osób                                      | 218    | 491     | 90     | 8      |
| %                                         | 27,01% | 60,84%  | 11,15% | 0,99%  |

## Edukacja
Według danych z 1 października 2004:
- liczba szkół podstawowych (norw. grunnskolar): 3
- liczba uczniów szkół podst.: 153

## Władze gminy
Według danych na rok 2011 administratorem gminy (norw. rådmann) jest Kai Terje Dretvik, natomiast burmistrzem (norw. ordfører, d. borgermester) jest John Lernes.